# حزب اقدام مردم
حزب اقدام مردم (به انگلیسی: People's Action Party،  مخفف PAP) یک حزب سیاسی محافظه کار و متعلق به جناح راست میانه در سنگاپور است. این حزب یکی از سه حزب سیاسی در پارلمان سنگاپور است که در کنار حزب مخالف خود یعنی حزب کارگران (WP) و همچنین حزب پیشرفت سنگاپور (PSP) به فعالیت مشغول می‌باشد.